# Klaus Stiegler

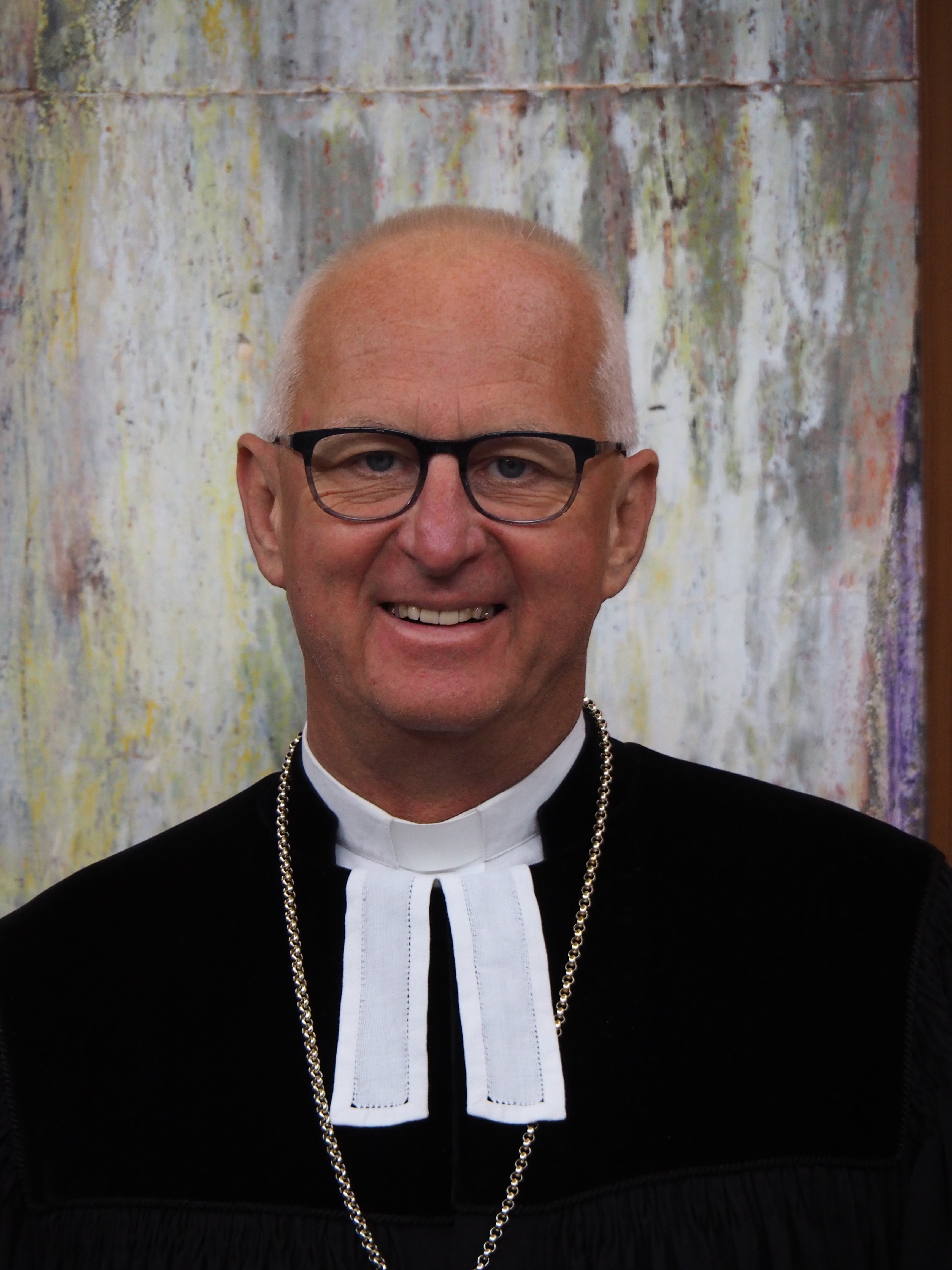
Klaus Stiegler (2020)

Klaus Stiegler (* 3. April 1963 in Fürth) ist ein deutscher evangelischer Pfarrer. Er war von August 2019 bis Februar 2025 Regionalbischof und Oberkirchenrat der Evangelisch-Lutherischen Kirche in Bayern für den Kirchenkreis Regensburg. Seit der zum 1. März 2025 erfolgten Fusion dieses Kirchenkreises mit zwei anderen zum Kirchenkreis Schwaben-Altbayern wirkt er dort als einer von zwei Regionalbischöfen.

## Leben
Klaus Stiegler wuchs in Großgründlach auf und studierte zunächst Sozialwissenschaften. Nach dem Theologiestudium in Erlangen, Neuendettelsau und Tübingen absolvierte er sein Vikariat in Fürth – St. Martin. Im Februar 1992 übernahm er die Pfarrstelle in Gersthofen im Dekanatsbezirk Augsburg, von 1995 bis 2004 war er geschäftsführender Pfarrer der St. Johanniskirche in Forchheim und von 2004 bis 2019 Dekan in Schwabach. Am 1. August 2019 wurde er in der Nachfolge von Hans Martin Weiss zum Oberkirchenrat und Regionalbischof im Kirchenkreis Regensburg ernannt. Als Oberkirchenrat ist Klaus Stiegler Mitglied im Landeskirchenrat der Evang.-Luth. Kirche in Bayern.
Er ist mit Doris Stiegler verheiratet, das Paar hat eine Tochter und zwei Söhne.